# فيرا هيلغر
فيرا هيلغر (بالألمانية: Vera Hilger)‏ هي رسامة ألمانية، ولدت في 1971.